# Сандэнс Кид
Сандэнс Кид (англ. Sundance Kid; наст. имя Гарри Алонсо Лонгбау; 1867 — 7 ноября 1908) — американский преступник, член «Дикой банды» (англ. The Wild Bunch) Бутча Кэссиди.

## Биография и криминальная карьера
Родился в 1867 году в городе Монт-Клэр (штат Пенсильвания), в семье Джосайи и Энни Лонгбау; Гарри был самым младшим из пяти детей.
В 1887 году Гарри Лонгбау за конокрадство был приговорён к 18 месяцам тюрьмы. Весь срок он провёл в тюрьме города Сандэнс, штат Вайоминг, в результате чего получил прозвище Сандэнс Кид (пер. с англ. Sundance Kid — парень из Сандэнса). В 1896 г. Гарри встретил Бутча Кэссиди (наст. имя Роберт Лерой Паркер), и они вместе организовали «Дикую банду». Члены этой банды провели самую продолжительную и успешную серию ограблений поездов и банков в истории Дикого Запада и Америки в целом. О том, чем Лонгбау занимался до своей встречи с Паркером, известно немного: в 1891 г. в возрасте 25 лет он работал на ранчо «Бар Ю» в Альберте, Канада. «Бар Ю» в то время было одним из самых крупных и прибыльных фермерских хозяйств.
Хотя Лонгбау очень хорошо умел обращаться с оружием и слыл метким стрелком, считается, что он не застрелил ни одного человека до известной перестрелки в Боливии, где предположительно он и Бутч Кэссиди были убиты.
«Дикая банда» отличалась тем, что во время ограблений её члены практически не прибегали к насилию, полагаясь на переговоры и запугивание. Однако в случае поимки им всё равно грозила смертная казнь через повешение. Впрочем, подобный имидж в большей степени является результатом кинолент Голливуда, в которых бандиты этой банды изображались слишком «миролюбивыми». На самом деле члены «Дикой банды» убили несколько человек во время ограблений. По всей стране были развешены плакаты с надписью «Разыскиваются живыми или мёртвыми», а также объявлена награда в $30000 за информацию, которая может привести к их поимке или смерти.
Вскоре они начали прятаться в ущелье «Дыра в стене» в горах штата Вайоминг, откуда можно было спокойно атаковать и куда можно было без опаски отступать, так как оно расположено на возвышенности, с которой очень хорошо просматривалась близлежащая территория во всех направлениях. Однако детективы агентства «Пинкертон», возглавляемые Чарли Сиринго, преследовали банду несколько лет.
20 февраля 1901 года Лонгбау вместе со своей «женой» Эттой и Паркером покинули США и отправились на корабле в Аргентину. По всей вероятности они хотели, чтобы на родине слава о них немного поутихла.

## Смерть Лонгбау
Обстоятельства смерти Гарри Лонгбау остаются неизвестными по сей день. 3 ноября 1908 года курьер из компании «Aramayo Franke y Cia Silver Mine» был ограблен двумя американскими бандитами недалеко от города Сан Винсент в южной Боливии. После чего преступники укрылись в небольшом отеле в Сан Винсенте, где прожили несколько дней. Через 3 или 4 дня полиция вышла на их след, и здание отеля было окружено местными полицейскими и двумя солдатами. В завязавшейся перестрелке бандиты, скорее всего, были убиты, однако до сегодняшнего дня неизвестно, были ли это Лонгбау и Паркер.

## В культуре

### Кино и телевидение
- Бутч Кэссиди и Сандэнс Кид (1969 г.)
- Буч и Сандэнс: Ранние дни (1979 г.)
- Легенда о Буче и Сандэнсе (2006 г.)
- Drifters (манга 2009 г. и аниме-сериал 2016 г.). Бутч Кэссиди и Сандэнс Кид присутствуют там как полноценные персонажи и члены группы «Скитальцы», противостоящей Чёрному Королю.

### Игры
- Call of Juarez: Gunslinger